# Twist & Shout (TV-serie)
Twist & Shout var ett TV-program som sändes på TV4 hösten 1990. Det var ett av kanalens första underhållningsprogram. Programledare var Adam Alsing (hans första programledarjobb) tillsammans med skådespelerskan Sanna Ekman.

I en intervju i P3 2019 avslöjade Alsing att röstningsprocessen i programmet var riggad.
Det var ett topplisteprogram [där] en livepublik skulle rösta fram en topplista med videos genom att skrika så högt som möjligt för dem som de tyckte var bäst, och så hade vi en decibelmätare. Så den som fick högst skrik vann ... vilket ju inte var sant, det kan jag ju säga nu. För det satt en snubbe bakom en pelare och rörde den här "decibel-pilen" för hand.

## Källhänvisningar
1. ↑  "TV TV4 Riks 1990-11-04". Svensk Mediedatabas. Läst 17 augusti 2014.
2. ↑  "Adam Alsing". Artist1.se. Läst 17 augusti 2014.
3. ↑  ”Guppande täcken med Adam Alsing - Oscar Zia i P3”. sverigesradio.se. Sveriges Radio. https://sverigesradio.se/sida/avsnitt/1303618?programid=5094. Läst 14 juni 2019.